# إيفا ريكوبونو
إيفا ريكوبونو (بالإيطالية: Eva Riccobono)‏ (ولدت في 7 فبراير 1983) عارضة أزياء وممثلة ومقدمة تلفزيونية إيطالية. عرفت بظهورها في فيلم كوميدي غراندي، غروسو... فيردوني (2008)، فيلم كوميدي باسيون سينيسترا (2013)، وفيلم لا فيتا أوشينا (2014).

## روابط خارجية
- إيفا ريكوبونو على موقع IMDb (الإنجليزية)
- إيفا ريكوبونو على موقع ألو سيني (الفرنسية)
- إيفا ريكوبونو على موقع أول موفي (الإنجليزية)
- إيفا ريكوبونو على موقع قاعدة بيانات الفيلم (الإنجليزية)
- إيفا ريكوبونو على موقع كينوبويسك (الروسية)
- إيفا ريكوبونو على موقع دليل عارضات الأزياء (الإنجليزية)